# تونی براون
تونی براون (به انگلیسی: Tony Brown) زادهٔ ۳ اکتبر ۱۹۴۵ بازیکن فوتبال اهل انگلستان بود که سابقهٔ بازی در تیم ملی فوتبال انگلستان را در کارنامهٔ خود دارد. وی در تاریخ ۱۹ مه ۱۹۷۱ تنها بازی ملی خود را در مقابل تیم ملی فوتبال ولز انجام داد.